# Actinidin
Actinidin ist ein iridoides Monoterpen-Alkaloid und nahe verwandt mit dem Nepetalacton.

## Vorkommen

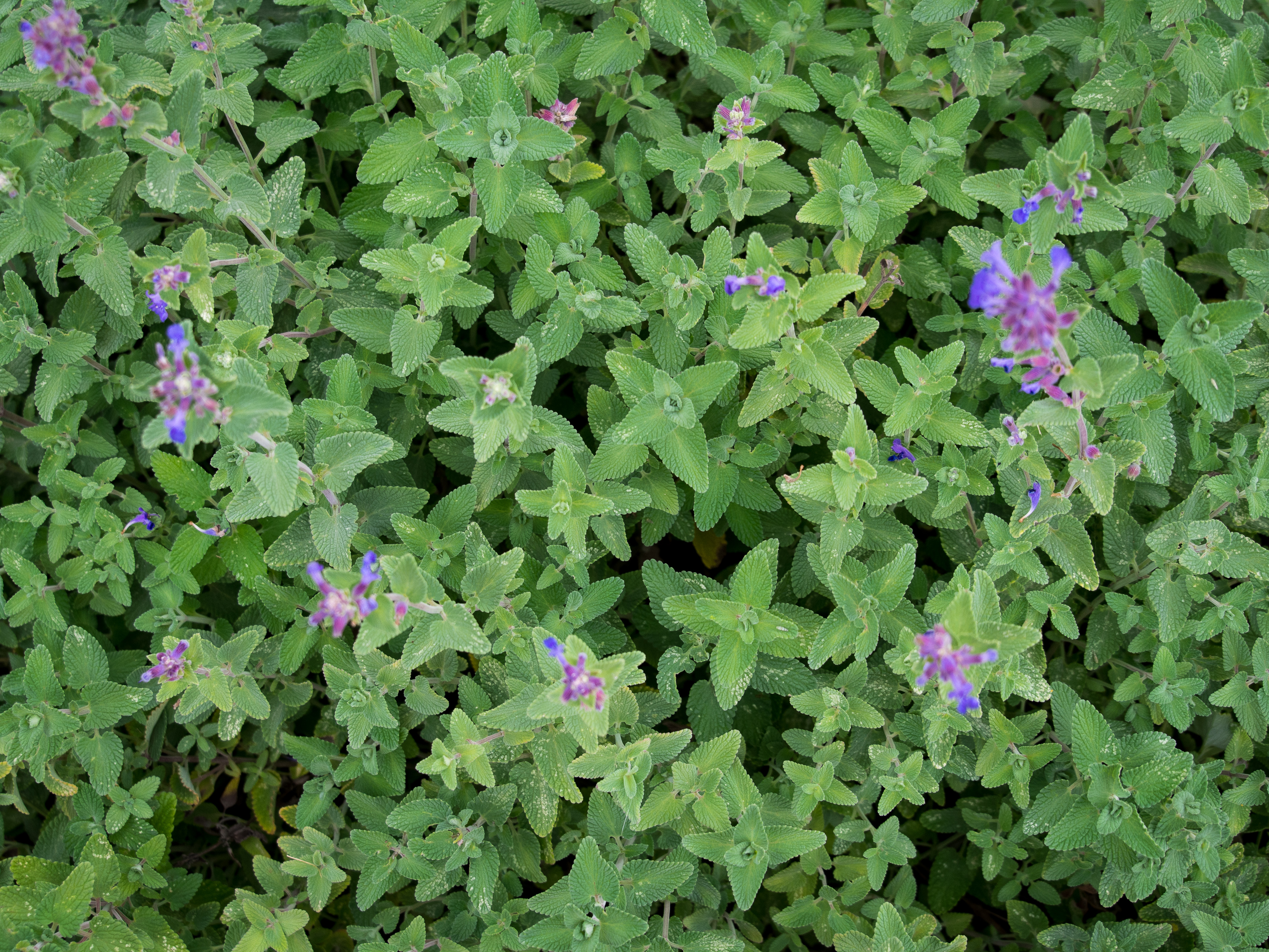
Nepeta cataria („Katzenminze“)

Actinidin und  Nepetalacton kommen in den Katzenminzen (Nepeta), Baldrian (Valeriana officinalis) und der australischen Ameise Iridomyrmex nitidiceps vor.

## Eigenschaften
Das Öl mit der Summenformel C10H13N siedet bei 100–103 °C (1 kPa), besitzt antimikrobielle Eigenschaften und abschreckende Wirkung auf Vögel und Gliedertiere. Bei einigen Ameisenarten wirkt Actinidin als Pheromon. Actinidin und Nepetalacton stellen wirksame Lockstoffe für Katzen dar, woraus der Trivialname Katzenminze resultiert.